# キコ・オリバス
キコ（Kiko）こと、フランシスコ・ホセ・オリバス・アルバ（Francisco José Olivas Alba ,  1988年8月21日 - ）は、スペイン・アンダルシア州マラガ県アンテケーラ出身のプロサッカー選手。セグンダ・ディビシオンのFCカルタヘナに所属しているポジションはDF。

## 来歴
地元マラガCFのカンテラから2006年にBチームに昇格し、2006-07シーズン途中にトップチームデビュー。同シーズン終了後にビジャレアルCFに移籍。加入後2シーズンをBチームでプレーし、2009年8月30日のCAオサスナ戦でラ・リーガ初出場。しかし次戦のバレンシアCF戦では、ペナルティエリア内でダビド・ビジャにファウルを犯して退場処分を受けてしまった。以降トップチームには定着出来ず、Bチームでのプレーが中心となった。
以降はコルドバCF、CEサバデルと渡り歩き、2015年7月24日にジローナFCと契約。2016-17シーズンはセグンダ・ディビシオンで2位で終え、初出場のリーガ昇格に貢献した。
2017年8月22日、レアル・バリャドリードに移籍。2017-18シーズンは2部で5位で終え、昇格プレーオフを勝ち抜き2013-14シーズン以来のリーガ復帰に貢献。2018-19シーズンは残留争いを強いられながらも最終ラインで奮闘し、リーガ残留に貢献した。